# Renoise
 (juin 2019).
Si vous disposez d'ouvrages ou d'articles de référence ou si vous connaissez des sites web de qualité traitant du thème abordé ici, merci de compléter l'article en donnant les références utiles à sa vérifiabilité et en les liant à la section « Notes et références ».
Renoise est une station de travail audio numérique s'appuyant sur l'héritage et le développement des trackers. Il est principalement utilisé dans la composition de musique utilisant des échantillons audio (samples), des synthétiseurs virtuels et des effets sonores. Il est également capable de communiquer avec les équipements utilisant  les protocoles de communication MIDI et OSC. La principale différence entre Renoise et les autres logiciels audio-numérique est son séquenceur vertical hérité des trackers.

## Historique
Renoise était à l'origine basé sur le code d'un autre tracker appelé NoiseTrekker, créé par Juan Antonio Arguelles Rius (Arguru). Le projet jusqu'alors sans nom a été commencé par Eduard Müller (Taktik) et Zvonko Tesic (Phazze) en décembre 2000. L'équipe de développement planifie d'élever les trackers à un niveau de qualité tel qu'il permettrait à ses utilisateurs de créer du contenu audio de même qualité que les logiciels professionnels, tout en gardant la disposition verticale provenant du logiciel Soundtracker en 1987. Début 2002, les premières versions stables étaient disponibles. Au fil des années l'équipe de développement s’agrandit en incluant les tâches de testeurs, l'administration, le support technique, le développement web etc.   

## Caractéristiques
Renoise fonctionne sur Windows (DirectSound ou ASIO), Mac OS X (Core Audio) et Linux (ALSA ou JACK). Renoise possède un grand nombre de fonctionnalités incluant le support complet du protocole MIDI et MIDI sync, des VST 3.0, des cartes multi entrées/sorties ASIO, il dispose également d'un sampler/éditeur de sample intégré ainsi que d'un grand nombre d'effets DSP natifs applicables sans limites (nombres) par pistes, d'une piste Master (maître), de pistes d'envoi (send), supporte l'automatisation de toutes commandes, propose un moteur audio de haute qualité assurant un rendu audio de qualité au format wav/aiff (jusqu’à 32-bit, 96 kHz), le support du protocole Rewire, etc.

### Formats des échantillons audio (samples) supportés
WAV, AIFF, FLAC, Ogg, MP3, CAF

### Formats des effets supportés
VSTi, AU, LADSPA, DSSI
Renoise dispose possède également d'un effet appelé "Signal Follower" et la possibilité de router les pistes les unes par rapport aux autres. Le "Signal Follower" analyse la sortie audio d'une pistes et automatise les paramètres spécifiés par l'utilisateur suivant les valeurs d'amplitude du signal choisi.